# Krasnoje (rejon chuznachski)
Krasnoje (ros. Красное) – wieś w Rosji, w Dagestanie, w rejonie chuznachskim. W 2010 liczyła 524 mieszkańców, głównie Awarów.